# Bejou
Bejou és una població dels Estats Units a l'estat de Minnesota. Segons el cens del 2000 tenia 94 habitants.

## Demografia
Segons el cens del 2000, Bejou tenia 94 habitants, 36 habitatges, i 24 famílies. La densitat de població era de 95,5 habitants per km².
Dels 36 habitatges en un 36,1% hi vivien nens de menys de 18 anys, en un 58,3% hi vivien parelles casades, en un 8,3% dones solteres, i en un 30,6% no eren unitats familiars. En el 30,6% dels habitatges hi vivien persones soles el 19,4% de les quals corresponia a persones de 65 anys o més que vivien soles. El nombre mitjà de persones vivint en cada habitatge era de 2,61 i el nombre mitjà de persones que vivien en cada família era de 3,28.
Per edats la població es repartia de la següent manera: un 29,8% tenia menys de 18 anys, un 7,4% entre 18 i 24, un 29,8% entre 25 i 44, un 18,1% de 45 a 60 i un 14,9% 65 anys o més.
L'edat mediana era de 36 anys. Per cada 100 dones de 18 o més anys hi havia 112,9 homes.
La renda mediana per habitatge era de 32.750 $ i la renda mediana per família de 33.281 $. Els homes tenien una renda mediana de 26.250 $ mentre que les dones 9.688 $. La renda per capita de la població era de 10.210 $. Entorn del 13,8% de les famílies i el 12% de la població estaven per davall del llindar de pobresa.

## Poblacions més properes
El següent diagrama mostra les poblacions més properes.